# بريان لي
بريان لي (بالإنجليزية: Bryan Lee) هو موسيقي أمريكي، ولد في 16 مارس 1943.

## وصلات خارجية
- الموقع الرسمي
- بريان لي على موقع ميوزك برينز (الإنجليزية)
- بريان لي على موقع ديسكوغز (الإنجليزية)